# Distrikt Chepén
Der Distrikt Chepén liegt in der Provinz Chepén der Region La Libertad in Nordwest-Peru. Der Distrikt hat eine Fläche von 287,34 km². Beim Zensus 2017 lebten 45.733 Einwohner im Distrikt. Im Jahr 1993 betrug die Einwohnerzahl 39.778, im Jahr 2007 45.639. Verwaltungssitz ist die Provinzhauptstadt Chepén. Im Distrikt gibt es mehrere archäologische Fundplätze.

## Geographische Lage
Der Distrikt Chepén liegt im Südosten der Provinz Chepén zwischen den Flussläufen von Río Chamán im Norden und Río Jequetepeque im Süden. Er hat eine annähernd kreisförmige Gestalt mit einem Durchmesser von etwa 20 km. Der Distrikt liegt ungefähr auf halber Strecke zwischen den Großstädten Trujillo (100 km südsüdöstlich) und Chiclayo (70 km nordwestlich). Der Distrikt erstreckt sich über die aride Landschaft der Küstenwüste in Nordwest-Peru und den angrenzenden Ausläufern der peruanischen Westkordillere. Von der Pazifikküste liegt der Distrikt  17 km entfernt. Im Tiefland wird bewässerte Landwirtschaft betrieben.
Der Distrikt Chepén grenzt im Norden an den Distrikt Pacanga, im Nordosten an die Provinz San Miguel sowie im Südosten an die Provinz Contumazá, beide in der Region Cajamarca, im Südwesten an den Distrikt Guadalupe (Provinz Pacasmayo) sowie im äußersten Westen an den Distrikt Pueblo Nuevo.